# سپتامبر (فیلم ۱۹۸۷)
سپتامبر (انگلیسی: September) فیلمی به کارگردانی وودی آلن است که در سال ۱۹۸۷ منتشر شد.

## بازیگران
- میا فارو
- سام واترستون
- دایان ویست
- دنهلم الیوت
- الین استریچ
- جک واردن
- رزمری مورفی